# Orectochilus corporaali
Orectochilus corporaali là một loài bọ cánh cứng trong họ van Gyrinidae. Loài này được Peschet miêu tả khoa học năm 1922.